# Cynodontium mexicanum
Cynodontium mexicanum là một loài rêu trong họ Dicranaceae. Loài này được Ireland mô tả khoa học đầu tiên năm 1985.